# Dulacia gardneriana
Dulacia gardneriana là một loài thực vật có hoa trong họ Olacaceae. Loài này được (Benth.) Kuntze mô tả khoa học đầu tiên năm 1891.